# На златом крыльце сидели
«На злато́м крыльце́ сиде́ли» — советский стереоскопический художественный фильм 1986 года режиссёра Бориса Рыцарева. Комедия по мотивам русских сказок, содержащая многочисленные пародийные эпизоды и реминисценции из классических произведений русской и мировой литературы (произведения А. С. Пушкина, сказки 1001 ночи и других).
Фильм снят в 3D-формате «Стерео-70» (Sovscope-70). В кинотеатрах показывался в полноценно разделённой стереопаре на специальном экране или с помощью поляризационных очков.

## Сюжет
Было у царя Федота три сына: Павел-царевич, Пётр-царевич и Иван-царевич. По соседству находилось тридесятое королевство, король которого — мореплаватель и плотник Амфибрахий — пропал в море. Королевство пришло в запустение, и королева решила выдать дочь замуж.
Три брата-царевича пошли свататься к принцессе. Но в обмен на её руку и сердце принцессы надо было выполнить её поручения: победить влюблённого в неё Кощея Бессмертного, прилетевшего на Змее Горыныче, а также освободить из Кощеева плена мастеров, которые бы отремонтировали королевство к свадьбе. Павел-царевич и Пётр-царевич бездельничали, а на выполнение заданий отправляли Ивана-царевича, которому помогала бойкая внучка изобретателя Михея, Алёна.
Иван-царевич успешно справился с заданиями, а также освободил Амфибрахия из плена морского царя. Принцесса выбрала из трёх братьев Ивана-царевича, но его сердце принадлежало Алёне. Однако оказалось, что Алёна и есть принцесса.

## В ролях
- Елена Денисова — принцесса Алёна
- Геннадий Фролов — Иван-царевич
- Сергей Николаев — Павел-царевич
- Александр Новиков — Пётр-царевич
- Михаил Пуговкин — царь Федот
- Татьяна Конюхова — царица
- Леонид Куравлёв — король Амфибрахий
- Лидия Федосеева-Шукшина — королева
- Станислав Коренев — Первый, он же Последний
- Виктор Сергачёв — Кащей Бессмертный
- Зиновий Гердт — Водяной царь
- Виктор Уральский — сторож дед Михей, отец короля
- Владимир Епископосян — Джинн
- Артур Нищёнкин — мастер
- Наталья Казначеева — девушка

## Съёмочная группа
- Авторы сценария: Борис Рыцарев, Александр Хмелик
- Режиссёр: Борис Рыцарев
- Операторы: Михаил Гойхберг, Сергей Журбицкий
- Художник: Сергей Бочаров
- Композитор: Евгений Ботяров
- Тексты песен: Александр Тимофеевский
- Костюмы: Надежда Фадеева